# Milena Lira
Milena Ricarda de Lima Lira é uma modelo brasileira de Pernambuco. Foi eleita Miss Pernambuco 2002 e representou seu estado no concurso nacional. Em 13 de abril de 2002, no Rio de Janeiro, ficando em terceiro lugar, foi eleita Miss Brasil Internacional e representou o Brasil no Miss Internacional em Tóquio, Japão.
Em 30 de setembro não conseguiu classificação no Miss Beleza Internacional)